# تپه مازان
تپه مازان مربوط به هزاره دوم و۱- سدهٔ ۶ ه.ق است و در شهرستان گرمی، بخش مرکزی، روستای قشلاق مازان واقع شده و این اثر در تاریخ ۷ مهر ۱۳۸۱ با شمارهٔ ثبت ۶۱۹۷ به‌عنوان یکی از آثار ملی ایران به ثبت رسیده است.